# سنت آنجلو دی لومباردی
سنت آنجلو دی لومباردی (به ایتالیایی: Sant'Angelo dei Lombardi) یک کومونه در ایتالیا است که در استان آولینو واقع شده‌است.

## خصوصیات
سنت آنجلو دی لومباردی ۵۴ کیلومترمربع مساحت و ۴٬۴۷۲ نفر جمعیت دارد و ۸۷۵ متر بالاتر از سطح دریا واقع شده‌است.